# Нина (Ирландия)

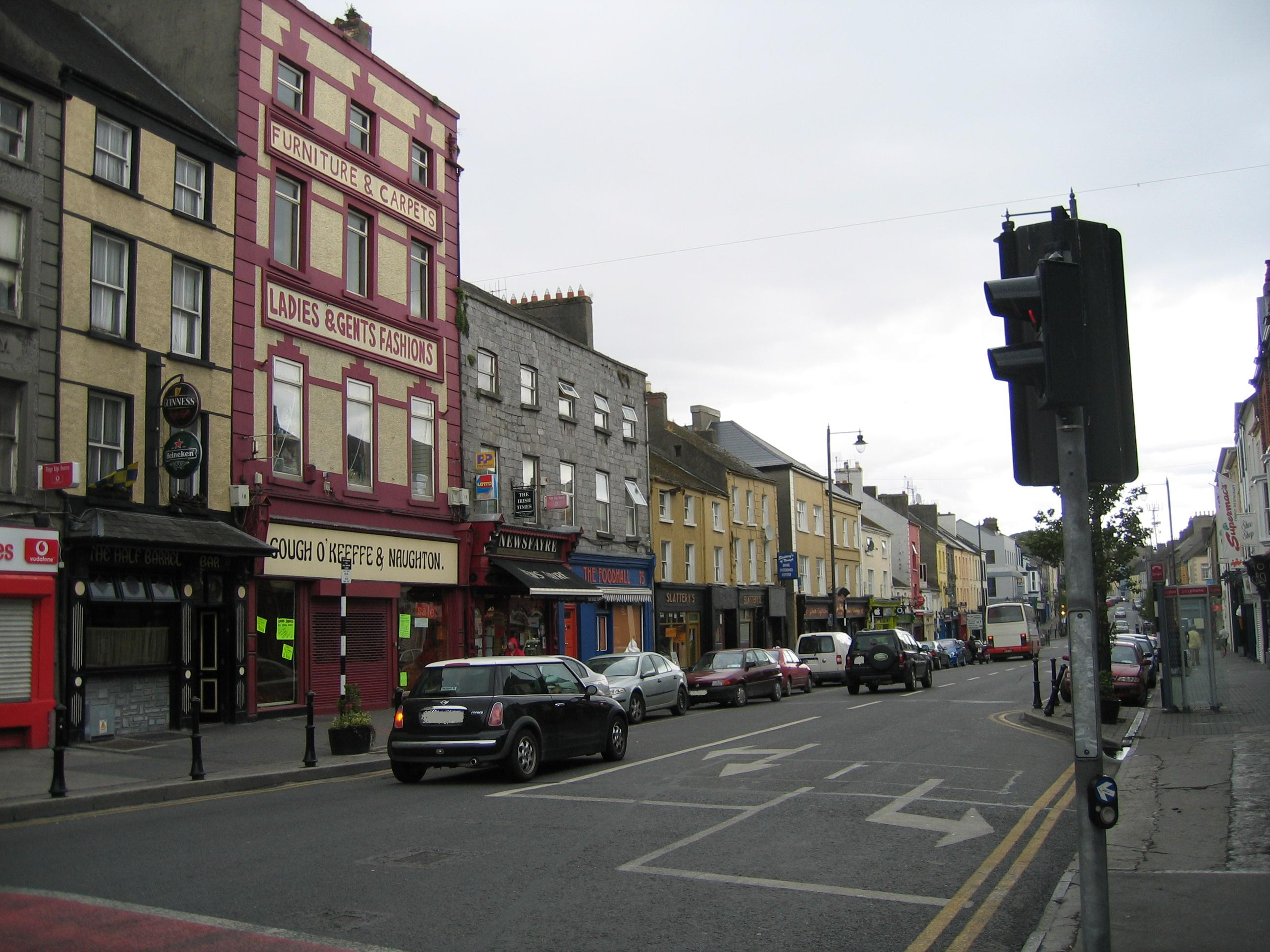
Пирс стрит

Нина  (Ненах; англ. Nenagh [`ni:na:]; ирл. An tAonach Urmhumhan (Ан-тЭнах-Урвуан), «ярмарка Ормонда») — (малый) город в Ирландии, административный центр графства Северный Типперэри (провинция Манстер), а также его крупнейший город.
Город очень популярен среди любителей водного спорта. Местная железнодорожная станция была открыта 5 октября 1863 года.

## История
Нина вырос вокруг одноимённого замка, но тот, в отличие от местного рынка, особой роли в средневековой истории города не сыграл. В 1252 году в городе был основан францисканский монастырь, ставший одним из богатейших религиозных зданий в Ирландии.
После нескольких смен владельцев и разделения Типперэри на две части город был выбран центром Северного Типперэри (1838 год), что привело к бурному развитию промышленности и строительства зданий.
В XIX веке Ненах остался преимущественно торговым городом; среди его производств была переработка кукурузы, пошив одежды, обуви и шляп, столярные и токарные работы. В 1914 году был организован Ненахский кооперативный маслозавод.

## Демография
Население — 7751 человек (по переписи 2006 года). В 2002 году население составляло 6454 человек. При этом, население внутри городской черты (legal area) было 7415, население пригородов (environs) — 336.
Данные переписи 2006 года:
| Общие демографические показатели |               |                               |                               |      |      |
| Всё население                    | Всё население | Изменения населения 2002—2006 | Изменения населения 2002—2006 | 2006 | 2006 |
| 2002                             | 2006          | чел.                          | %                             | муж. | жен. |
| 6454                             | 7751          | 1297                          | 20,1                          | 3842 | 3909 |

В нижеприводимых таблицах сумма всех ответов (столбец «сумма»), как правило, меньше общего населения населённого пункта (столбец «2006»).
| Религия (Тема 2 — 5 : Число людей по религиям, 2006) |             |                |             |            |       |      |
| Католики, чел.                                       | Католики, % | Другая религия | Без религии | не указано | сумма | 2006 |
| 7009                                                 | 90,4        | 430            | 194         | 118        | 7751  | 7751 |

| Этно-расовый состав (Этничность. Тема 2 — 3 : Постоянное население по этническому или культурному происхождению, 2006) |            |              |       |        |        |            |       |       |
| Белые ирландцы | Лухт-шулта | Другие белые | Негры | Азиаты | Другие | Не указано | сумма | 2006  |
| 6309 | 25         | 907          | 33    | 76     | 83     | 127        | 7560  | 7751  |
| Доля от всех отвечавших на вопрос, %                                                                                   |            |              |       |        |        |            |       |       |
| 83,5 | 0,3        | 12,0         | 0,4   | 1,0    | 1,1    | 1,7        | 100   | 97,51 |

1 — доля отвечавших на вопрос о языке от всего населения.
| Владение ирландским языком (Тема 3 — 1 : Число людей от 3 лет и старше по способности говорить по-ирландски, 2006) |      |            |       |       |
| Владеете ли Вы ирландским языком?                                                                                  |      |            |       |       |
| Да | Нет  | Не указано | сумма | 2006  |
| 3272 | 3961 | 188        | 7421  | 7751  |
| Доля от всех отвечавших на вопрос о языке, %                                                                       |      |            |       |       |
| 44,1 | 53,4 | 2,5        | 100   | 95,71 |

1 — доля отвечавших на вопрос о языке от всего населения.
| Использование ирландского языка (Тема 3 — 2 : Говорящие по-ирландски от 3 лет и старше по частоте использования ирландского языка, 2006) |                                                            |                                               |                                               |                                               |                                               |                                               |       |                                     |      |
| Как часто и где Вы говорите по-ирландски?                                                                                                |                                                            |                                               |                                               |                                               |                                               |                                               |       |                                     |      |
| ежедневно, только в образовательных учреждениях                                                                                          | ежедневно, как в образовательных учреждениях, так и вне их | в других местах (вне образовательной системы) | в других местах (вне образовательной системы) | в других местах (вне образовательной системы) | в других местах (вне образовательной системы) | в других местах (вне образовательной системы) | сумма | всего, отвечавших на вопрос о языке | 2006 |
| ежедневно, только в образовательных учреждениях                                                                                          | ежедневно, как в образовательных учреждениях, так и вне их | ежедневно                                     | каждую неделю                                 | реже                                          | никогда                                       | не указано                                    | сумма | всего, отвечавших на вопрос о языке | 2006 |
| 770 | 22                                                         | 54                                            | 183                                           | 1181                                          | 1013                                          | 49                                            | 3272  | 7421                                | 7751 |
| Доля от всех отвечавших на вопрос о языке, %                                                                                             |                                                            |                                               |                                               |                                               |                                               |                                               |       |                                     |      |
| 10,4 | 0,3                                                        | 0,7                                           | 2,5                                           | 15,9                                          | 13,7                                          | 0,7                                           | 44,1  | 100                                 |      |

| Типы частных жилищ (Тема 6 — 1(a) : Число частных домовладений по типу размещения, 2006) |          |         |                 |            |       |      |
| Отдельный дом                                                                            | Квартира | Комната | Переносные дома | не указано | сумма | 2006 |
| 2594                                                                                     | 262      | 21      | 1               | 80         | 2958  | 7751 |